# مولودنامه
مولودنامه (به کردی: مەولوونامە) نام نوشته‌های منظوم و منثور کردی درباره ولادت محمد پیامبر اسلام است. اگرچه نمونه‌های مولودنامه به زبان‌های دیگر همچون زبان فارسی و ترکی موجودند، اما مولودنامه‌ها جایگاه ویژه‌ای در ادبیات کلاسیک کردی دارند و نمونه‌های کهن مولودنامه به کرمانجی، سورانی و گورانی موجودند. در چند صد سال اخیر همواره مولودنامه‌های متعددی نگاشته شده‌اند. از جمله کهن‌ترین نمونه‌های مولودنامه‌ها مولودنامه ملای باته در قرن هفده به کرمانجی و مولودنامه شیخ حسین قاضی به قرن نوزده به نثر سورانی است. اشعار مولودنامه‌ها معمولاً در مراسمات مولودخوانی به همراه دف به صورت گروهی خوانده می‌شوند.

## نمونه‌های مولودنامه
مولودنامه‌های متعددی در چند قرن اخیر نوشته شده‌اند. برخی از مهم‌ترین مولودنامه‌ها عبارتند از:
- مولودنامه ملای باته به شعر کرمانجی در قرن هفده یا هجده میلادی[۱]
- مولودنامه شیخ حسین قاضی به نثر مسجع سورانی در سده نوزده میلادی[۳][۵]
- مولودنامه احمد خاصی به کردکی یا زازاکی در سده نوزده[۱][۷]
- مولودنامه  سید عبدالله بلبری به هورامی در قرن نوزده یا بیست[۳]
- مولودنامه سید بهاءالدین شمس الاشراف در قرن نوزده یا بیست[۴][۸]
- مولودنامه ملا علی باغستانی درسده بیست به کرمانجی[۹]
- مولودنامه شیخ محمد خال در سده بیست به سورانی[۳]
- مولودنامه ملا عبدالکریم مدرس در سده بیست به سورانی[۳]